# Touched by Jesus
Touched by Jesus é o terceiro álbum de estúdio da banda inglesa de Folk Rock All About Eve. É o primeiro disco a ter o guitarrista da The Church, Marty Willson-Piper nas guitarras. A despeito dos dois discos anteriores, primeiro álbum e Scarlet and Other Stories, esse disco não foi bem nas paradas, alcançando a posição  17 na UK Albums Chart.

## Faixas
1. "Strange Way"
2. "Farewell Mr Sorrow"
3. "Wishing the Hours Away"
4. "Touched By Jesus"
5. "The Dreamer"
6. "Share It With Me"
7. "Rhythm of Life"
8. "The Mystery We Are"
9. "Hide Child"
10. "Ravens"
11. "Are You Lonely"

## Ficha técnica
- Andy Cousin - Baixo
- Mark Price - Percussão, Bateria
- Julianne Regan - Vocal
- Marty Willson-Piper - Guitarra, mandolin, violão
- Warne Livesey - Teclados
- David Gilmour - Violão em 'Wishing The Hours Away' e 'Are You Lonely'
- Gavyn Wright - Violino em 'Ravens'
- The Astarti String Orchestra - Leader Gavin Wright